# Кальнишівка
Кальниші́вка — село в Україні, у Вороновицькій селищній громаді Вінницького району Вінницької області. Населення становить 261 особу.
В Кальнишивці народився учасник оборони Севастополя, Герой Радянського Союзу, віце-адмірал Пилипенко Володимир Степанович (* 25 жовтня 1918 — † 13 березня 2005).